# أولغا أنتونوفا
أولغا أنتونوفا (الروسية: Ольга Антонова) هي منافسة ألعاب القوى روسية، ولدت في 16 فبراير 1960 في الاتحاد السوفيتي.

## وصلات خارجية
- أولغا أنتونوفا على موقع الاتحاد الدولي لألعاب القوى (الإنجليزية)